# Mount Gillet
Mount Gillet är ett berg i Antarktis. Det ligger i Östantarktis. Norge gör anspråk på området. Toppen på Mount Gillet är 2 460 meter över havet.
Terrängen runt Mount Gillet är varierad. Trakten är obefolkad. Det finns inga samhällen i närheten.